# Arabie saoudite aux Jeux olympiques d'été de 2020
L'Arabie saoudite participe aux Jeux olympiques de 2020 à Tokyo au Japon. Il s'agit de sa 12e participation à des Jeux d'été.

## Médaillés
| Sport  | Discipline           | Athlète(s)   | Performance                  | Date   |
| ------ | -------------------- | ------------ | ---------------------------- | ------ |
| Karaté | Plus de 75 kg hommes | Tareg Hamedi | Sajjad Ganjzadeh Défaite 0-4 | 7 août |

## Athlètes engagés
| Sport           | Hommes | Femmes | Total |
| --------------- | ------ | ------ | ----- |
| Athlétisme      | 1      | 1      | 2     |
| Aviron          | 1      | 0      | 1     |
| Football        | 22     | 0      | 22    |
| Haltérophilie   | 2      | 0      | 2     |
| Judo            | 1      | 1      | 2     |
| Karaté          | 1      | 0      | 1     |
| Natation        | 1      | 0      | 1     |
| Tennis de table | 1      | 0      | 1     |
| Tir             | 1      | 0      | 1     |
| Total           | 31     | 2      | 33    |

## Résultats

### Athlétisme
| Athlète            | Épreuve        | Tour préliminaire | Tour préliminaire | 1er tour | 1er tour | Demi-finale | Demi-finale | Finale   | Finale   |
| Athlète            | Épreuve        | Temps             | Rang              | Temps    | Rang     | Temps       | Rang        | Temps    | Rang     |
| ------------------ | -------------- | ----------------- | ----------------- | -------- | -------- | ----------- | ----------- | -------- | -------- |
| Mazen Al-Yassin    | 400 m masculin | Non disputé       | Non disputé       | 45 s 16  | 1er      | 45 s 37     | 4e          | Éliminé  | Éliminé  |
| Yasmeen Al-Dabbagh | 100 m féminin  | 13 s 34           | 9e                | Éliminée | Éliminée | Éliminée    | Éliminée    | Éliminée | Éliminée |

### Aviron
| Athlète        | Compétition    | Série         | Série | Repêchages   | Repêchages | Quarts de finale | Quarts de finale | Demi-finale                   | Demi-finale | Finale                 | Finale |
| Athlète        | Compétition    | Temps         | Rang  | Temps        | Rang       | Temps            | Rang             | Temps                         | Rang        | Temps                  | Rang   |
| -------------- | -------------- | ------------- | ----- | ------------ | ---------- | ---------------- | ---------------- | ----------------------------- | ----------- | ---------------------- | ------ |
| Husein Alireza | Skiff masculin | 7 min 54 s 18 | 5e    | 8 min 6 s 78 | 2e         | 8 min 35 s 5     | 6e               | Demi-finale C/D 7 min 53 s 99 | 6e          | Finale D 7 min 52 s 67 | 24e    |

### Football
| Compétition      | Phase de groupe           | Phase de groupe       | Phase de groupe    | Phase de groupe | Quart de finale  | Demi-finale      | Finale / MB      | Finale / MB |
| Compétition      | Adversaire Score          | Adversaire Score      | Adversaire Score   | Rang            | Adversaire Score | Adversaire Score | Adversaire Score | Rang        |
| ---------------- | ------------------------- | --------------------- | ------------------ | --------------- | ---------------- | ---------------- | ---------------- | ----------- |
| Tournoi masculin | Côte d'Ivoire Défaite 1-2 | Allemagne Défaite 2-3 | Brésil Défaite 1-3 | 4e              | Éliminés         | Éliminés         | Éliminés         | Éliminés    |

### Haltérophilie
| Athlète           | Compétition           | Arraché  | Arraché | Épaulé-jeté | Épaulé-jeté | Total  | Rang |
| Athlète           | Compétition           | Résultat | Rang    | Résultat    | Rang        | Total  | Rang |
| ----------------- | --------------------- | -------- | ------- | ----------- | ----------- | ------ | ---- |
| Seraj Al-Saleem   | Moins de 61 kg hommes | 129 kg   | 6e      | 159 kg      | 4e          | 288 kg | 5e   |
| Mahmoud Al-Humayd | Moins de 73 kg hommes | 141 kg   | 12e     | 165 kg      | 13e         | 306 kg | 12e  |

### Judo
| Athlète          | Compétition           | 1er tour                 | 2e tour             | Quart de finale     | Demi-finale         | Repêchage           | Finale              | Rang     |
| Athlète          | Compétition           | Adversaire Résultat      | Adversaire Résultat | Adversaire Résultat | Adversaire Résultat | Adversaire Résultat | Adversaire Résultat | Rang     |
| ---------------- | --------------------- | ------------------------ | ------------------- | ------------------- | ------------------- | ------------------- | ------------------- | -------- |
| Sulaiman Hamad   | Moins de 73 kg hommes | Margelidon Défaite 00-10 | Éliminé             | Éliminé             | Éliminé             | Éliminé             | Éliminé             | Éliminé  |
| Tahani Alqahtani | Plus de 78 kg femmes  | Hershko Défaite 00-11    | Éliminée            | Éliminée            | Éliminée            | Éliminée            | Éliminée            | Éliminée |

### Karaté
| Athlète      | Compétition          | Tour de qualification | Tour de qualification | Tour de qualification | Tour de qualification   | Tour de qualification | Demi-finale         | Finale                  | Rang                               |
| Athlète      | Compétition          | Match 1               | Match 2               | Match 3               | Match 4                 | Place                 | Demi-finale         | Finale                  | Rang                               |
| Athlète      | Compétition          | Adversaire Résultat   | Adversaire Résultat   | Adversaire Résultat   | Adversaire Résultat     | Place                 | Adversaire Résultat | Adversaire Résultat     | Rang                               |
| ------------ | -------------------- | --------------------- | --------------------- | --------------------- | ----------------------- | --------------------- | ------------------- | ----------------------- | ---------------------------------- |
| Tareg Hamedi | Plus de 75 kg hommes | Kvesić Défaite 2-3    | Irr Victoire 4-1      | Ganjzadeh Nul 0-0     | Gaysinsky Victoire 10-3 | 2e                    | Araga Victoire 2-0  | Ganjzadeh Défaite (RSC) | Médaille d'argent, Jeux olympiques |

### Natation
| Athlète         | Épreuve                 | Série   | Série | Demi-finale | Demi-finale | Finale  | Finale  |
| Athlète         | Épreuve                 | Temps   | Rang  | Temps       | Rang        | Temps   | Rang    |
| --------------- | ----------------------- | ------- | ----- | ----------- | ----------- | ------- | ------- |
| Yousif Bu Arish | 100 m papillon masculin | 56 s 29 | 55e   | Éliminé     | Éliminé     | Éliminé | Éliminé |

### Tennis de table
| Athlète(s)      | Compétition      | Tour préliminaire | 1er tour             | 2e tour          | 3e tour          | 4e tour          | Quarts de finale | Demi-finale      | Finale / MB      | Rang    |
| Athlète(s)      | Compétition      | Adversaire Score  | Adversaire Score     | Adversaire Score | Adversaire Score | Adversaire Score | Adversaire Score | Adversaire Score | Adversaire Score | Rang    |
| --------------- | ---------------- | ----------------- | -------------------- | ---------------- | ---------------- | ---------------- | ---------------- | ---------------- | ---------------- | ------- |
| Ali Al-Khadrawi | Simple messieurs | Exempté           | Jančařík Défaite 0-4 | Éliminé          | Éliminé          | Éliminé          | Éliminé          | Éliminé          | Éliminé          | Éliminé |

### Tir
| Athlète          | Compétition | Qualification | Qualification | Finale  | Finale  |
| Athlète          | Compétition | Points        | Rang          | Points  | Rang    |
| ---------------- | ----------- | ------------- | ------------- | ------- | ------- |
| Saeed Al-Mutairi | Skeet,      | 119           | 22e           | Éliminé | Éliminé |